# Trochosippa anomala
Trochosippa anomala är en spindel som beskrevs 1945 av Cândido Firmino de Mello-Leitão. Arten ingår i släktet Trochosippa och familjen vargspindlar. Den förekommer i Argentina och inga underarter finns listade i Catalogue of Life.